# Ванкелов двигател
Ванкеловият двигател е бутален ротационен двигател с вътрешно горене, изобретен през 1957 г. от германския инженер Феликс Ванкел (1902 – 1988).
Буталото на ванкеловия двигател представлява тристранна призма, а вътрешната повърхност на корпуса е епитрохоида. При своето ексцентрично въртене буталото образува три камери, чиито обеми са постоянно изменящи се, като във всяка от тях се извършват четирите основни процеси (такта): всмукване, сгъстяване, разширение и изпускане.
Този вид двигател с вътрешно горене постига високи обороти при сравнително малки инерционни сили, малки размери и малка маса при относително висока мощност, но за сметка на това трудно се постига добро уплътнение на буталото и топлинното натоварване на корпуса е неравномерно. Ванкеловият двигател излъчва по-малко вредни емисии в сравнение с обикновените двигатели, заради по-пълното изгаряне на горивната смес.

## Ванкелов цикъл
- I такт – Първата камера на двигателя се увеличава и всмуква гориво-въздушна смес.
- II такт – Същата камера чрез въртенето на буталото сега изтласква засмуканата смес към горивното пространство. Поради ексцентричното движение на буталото, камерата се намалява по обем и с това сгъстява сместа.
- III такт – Искрата от свещта възпламенява сгъстената смес. Силата на изгарящите газове тласка буталото по-нататък в неговото кръгово движение, което отговаря на работния такт.
- IV такт – Накрая камерата със своя ръб отваря изпускателното прозорче (изрез) на изпускателния канал и изтласква изгорелите газове през изпускателната система навън.